# Barbour County (Alabama)
Barbour County is een county in de Amerikaanse staat Alabama.
De county heeft een landoppervlakte van 2.292 km² en telt 29.038 inwoners (volkstelling 2000). De hoofdplaats is Clayton.

## Bevolkingsontwikkeling

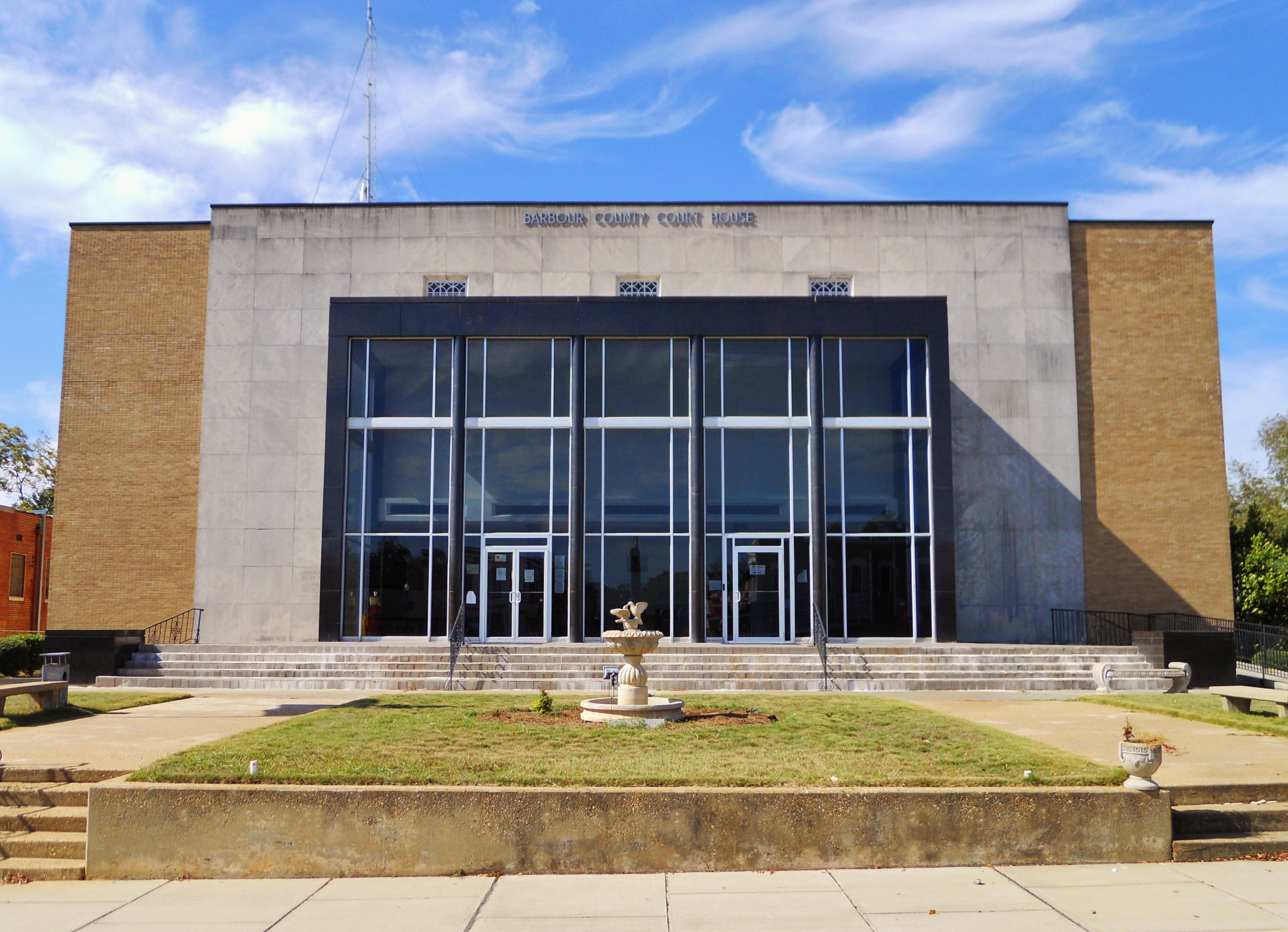
Barbour County Courthouse